# شي كي
شي كي (بالصينية: 石柯) (8 يناير 1993 بشوزهو في الصين - ) هو لاعب كرة قدم صيني في مركز الدفاع. شارك مع منتخب الصين تحت 20 سنة لكرة القدم ومنتخب الصين تحت 23 سنة لكرة القدم ومنتخب الصين لكرة القدم. أما مع النوادي، فقد لعب مع جيجيانغ غرينتاون ونادي مجموعة شانغهاي الدولية للموانئ وWenzhou Provenza F.C. ‏.

## وصلات خارجية
- شي كي على موقع قاعدة بيانات كرة القدم.إي يو (الإنجليزية)
- شي كي على موقع ناشيونال فوتبول تيمز (الإنجليزية)
- شي كي على موقع Soccerway.com (الإنجليزية)
- شي كي على موقع اللجنة الأولمبية الصينية (الإنجليزية)